# ГЕС Nònglìng
ГЕС Nònglìng (弄另水电站) — гідроелектростанція на півдні Китаю у провінції Юньнань. Знаходячись перед ГЕС Lóngjiāng, становить дванадцятий ступінь каскаду на річці Швелі (в Китаї має назву Long Chuan), великій лівій притоці Іраваді (у Південно-Східній Азії одна з найбільших річок, що протікає майже виключно у М'янмі і впадає кількома рукавами до Андаманського моря та Бенгальської затоки).
У межах проекту річку перекрили греблею з ущільненого котком бетону висотою 91 метр, довжиною 280 метрів та шириною по гребеню 8 метрів. Вона утримує витягнуте на 30 км водосховище з площею поверхні 8 км2 та об'ємом 233 млн м3 (корисний об'єм 120 млн м3), в якому припустиме коливання рівня у операційному режимі між позначками 942 та 962 метра НРМ (у випадку повені до 964,5 метра НРМ).
Вода зі сховища транспортується під правобережним масивом до розташованого за 0,5 км наземного машинного залу. Основне обладнання станції становлять дві турбіни типу Френсіс потужністю по 90 МВт, які при напорі 68 метрів повинні забезпечувати виробництво 819 млн кВт-год електроенергії на рік.